# Astragalus sikkimensis
Astragalus sikkimensis är en ärtväxtart som beskrevs av Aleksandr Andrejevitj Bunge. Astragalus sikkimensis ingår i släktet vedlar, och familjen ärtväxter. Inga underarter finns listade i Catalogue of Life.